# Wibele

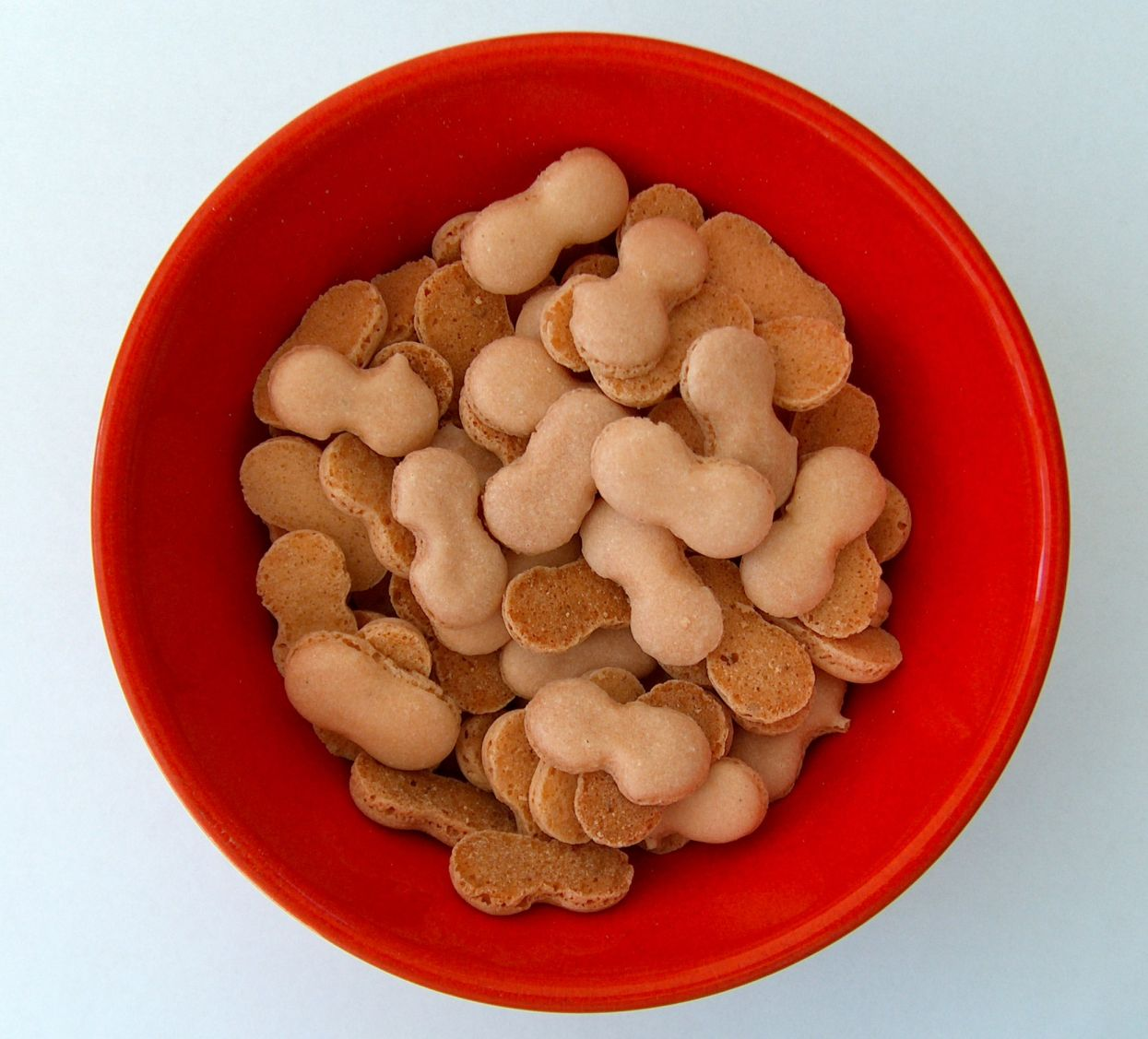
Wibele in einer Schüssel

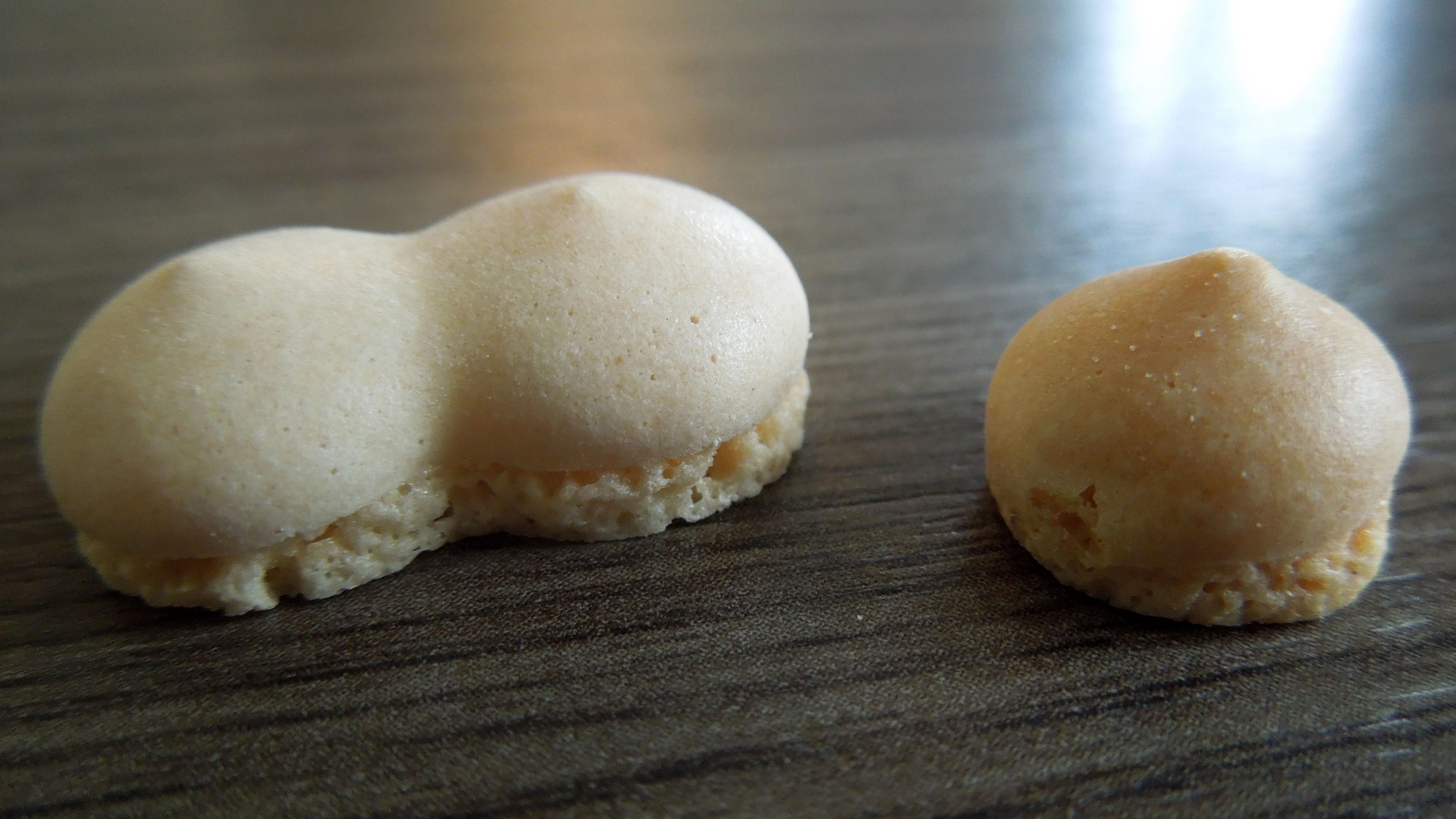
Wibele in Schuhsohlenform und als Einzelkeks

Wibele sind ein Süßgebäck aus Biskuitmasse, das ursprünglich aus dem Städtchen Langenburg in Hohenlohe (im fränkisch geprägten Nordosten des heutigen Baden-Württemberg) stammt.
Die Masse aus Eiweiß, Puderzucker, Mehl und Vanillezucker erinnert an diejenige von Russisch Brot, enthält jedoch keinen Kakao und wird auch nur hellbraun gebacken. Das in Paaren von dicht beieinander liegenden erbsengroßen Tropfen auf das Blech gespritzte und vor dem Backen über Nacht ruhen gelassene Gebäck hat die Form einer Schuhsohle und ist mit nur 22 Millimetern Länge und 12 Millimetern Breite vergleichsweise sehr klein.
Das Gebäck soll 1763 von einem Konditormeister Wibel in Langenburg erstmals hergestellt worden sein.
Jedenfalls erscheint es 1790 im Rezeptbuch des hohenlohe-langenburgischen Hofkonditors Jakob Christian Carl Wibel (geboren 1770).
Wibel bezeichnete das Gebäck als „Geduldszeltle“, angeblich wegen der Geduld, die zur Herstellung aufzubringen sei.
Um 1850 erschien im Kochbuch von C. F. Klein ein gedrucktes Rezept unter der Überschrift Geduldsbiscuits (Biscuits à la patience).
Erst im 19. Jahrhundert wurde das Gebäck „von anderen Herstellern“ als Wibele vermarktet. Der Sage nach soll der Name aber bereits zu Lebzeiten Wibels entstanden sein, als Fürst Karl Ludwig zu Hohenlohe-Langenburg aus Verärgerung über die seiner Meinung nach schlechtere Qualität anderer Lieferanten verlangte, nur noch „vom Wibele“ beliefert zu werden.
Das Langenburger Café Bauer – an die Familie Bauer hatte Hofkonditor Wibel Betrieb und Rezept später verkauft – darf als einzige Firma deutschlandweit „Echte Wibele“ herstellen, da sich der damalige Inhaber 1911 den Namen beim Kaiserlichen Patentamt in Berlin schützen ließ. Wibele ohne den Zusatz „Echte“ werden jedoch auch andernorts produziert. Größter Hersteller ist nach eigenen Angaben die Confiserie Bosch aus Uhingen.